# لگت اند پلات
لگت اند پلات (انگلیسی: Leggett & Platt) شرکت لوازم خانگی آمریکایی است، که در سال ۱۸۸۳ تأسیس شد.